# Groot-Mauritanië

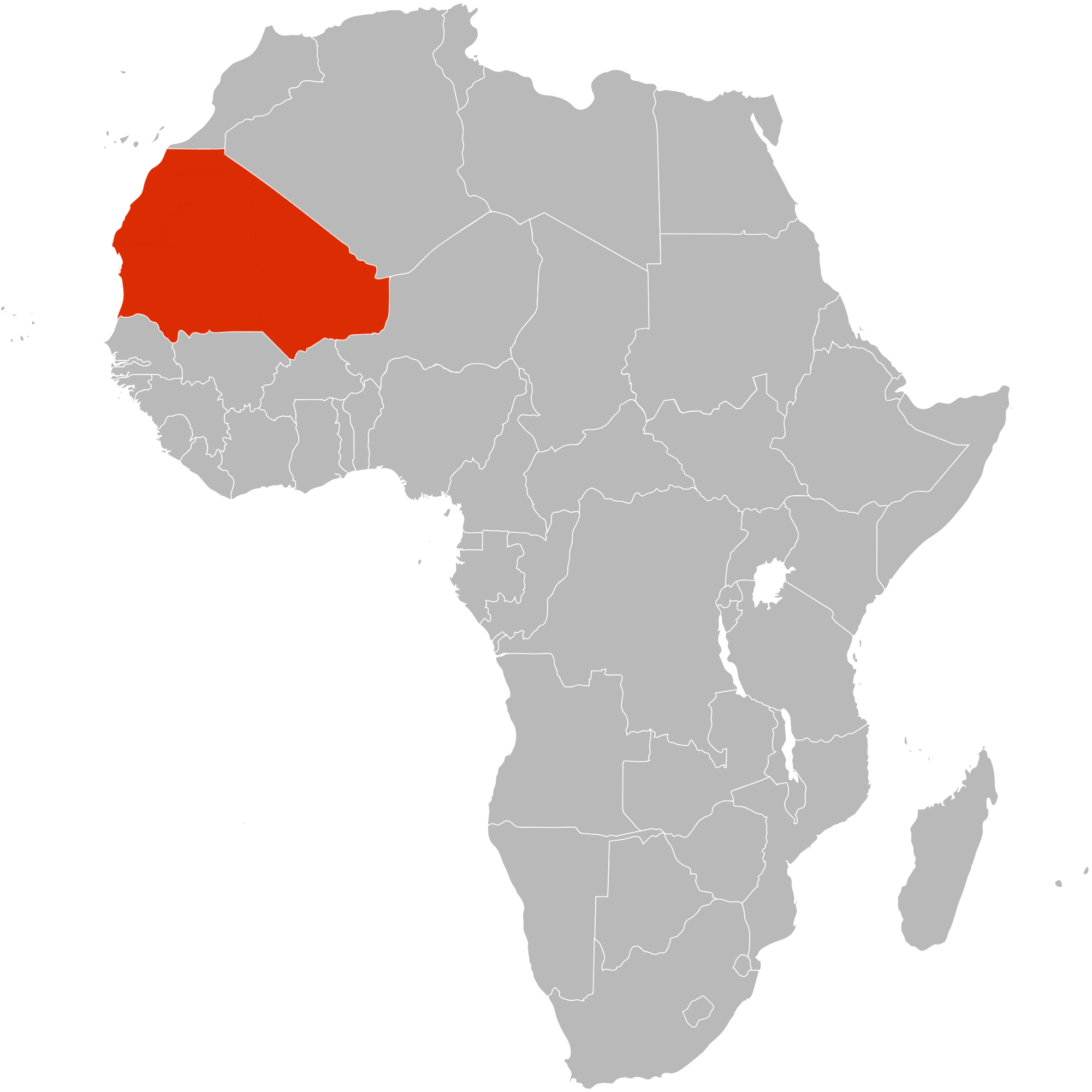
Groot-Mauritanië binnen het Afrikaanse continent

Groot-Mauritanië is een term voor de Mauritaanse irredentistische aanspraak op de Westelijke Sahara, en mogelijk ook andere Moorse of Sahrawi bevolkte gebieden van de woestijn van de Sahara.
Zijn belangrijkste concurrerende ideologieën zijn het Sahrawi nationalisme, Marokkaans irredentisme, Tuareg nationalisme en Panarabisme.

## Geschiedenis
De term werd voor het eerst gebruikt door Mauritanië's eerste president, Mokhtar Ould Daddah. Hij begon het gebied dat toen bekend was als Spaanse Sahara te beschouwen als deel van Mauritanië, zelfs vóór de Mauritanische onafhankelijkheid in 1960. In 1957 verklaarde Ould Daddah:
Ik roep onze broers in de Spaanse Sahara daarom aan om te dromen over deze economische en spirituele Groot-Mauritanië waarvan we nu niet kunnen spreken. Ik spreek hen aan en ik vraag u om een boodschap van vriendschap te herhalen, een oproep tot overeenstemming tussen alle Mauritaniërs van de Atlantische Oceaan, in Azawad en van de Draa tot aan de grenzen van Senegal.
De basis voor zijn aanspraak was de nauwe etnische en culturele banden tussen de Mauritanische Moren en de Sahrawi's van de Spaanse Sahara, die in feite twee subsets van dezelfde stam Arabisch-Berbers bevolking vormden. De regio Mauritanië is grotendeels co-termineus met het Arabische taalgebied Hassaniya en was historisch onderdeel van de pre-moderne Bilad Chinguetti (Arabisch: بلاد شنقيط Bilād Šinqīṭ), het Land van Chinguetti, een religieus centrum in hedendaagse Mauritanië.
De aanspraak op de Spaanse Sahara werd in het begin van de jaren 70 opnieuw populair gemaakt door het regime, omdat Spanje bereid was uit de kolonie te vertrekken. Mauritanië was toen bang voor de uitbreiding van Marokko naar de grens, tegen de achtergrond van concurrerende aanspraken voor een Groot-Marokko dat eerder niet alleen de Spaanse Sahara, maar ook Mauritanië in zijn geheel had opgeëist. (Marokko weigerde de onafhankelijkheid van Mauritanië te erkennen in 1960, hoewel de relaties werden aangehaald in 1969.)
C. R. Pennell schreeft
De Mauritaanse president, Mokhtar Ould Dada, sprak over een 'Groot-Mauritanië', een veronderstelde gemeenschappelijke cultuur, gedeeld door Arabische sprekende stammen tussen de Senegal en de Dràa-vallei. Het idee hielp de eenheid thuis te bouwen en Marokkaanse expansie.
Thompson en Adloff zeiden,
Daddah heeft vanaf het begin van zijn politieke carrière een irredentistisch beleid ten aanzien van de Westelijke Sahara uitgesproken, met opvallende volharding, maar ook zonder flamboyance, met minder dan volhartige steun van zijn volk en met minder middelen tot zijn beschikking dan die van Marokko. Realisme heeft Daddah's beoordeling van Mauritanië's status altijd gekenmerkt. Hij verminderde zijn territoriale eisen progressief van die van een gebied groter dan de gehele Spaanse Sahara naar wat hij Westis Tiris of Tiris El Gharbia noemde.
Mauritaanse aanspraken op het grondgebied werden zo gebruikt om de waargenomen bedreiging van Marokkaans expansie te verdragen en Spanje te verdragen om het grondgebied tussen Marokko en Mauritanië in de Madrid-akkoorden te verdelen. Dit heeft echter geen rekening gehouden met een advies van het Internationaal Hof van Justitie (ICJ) die eind 1975 heeft besloten dat de bevolking van de Westelijke Sahara recht heeft op zelfbeschikking, vrij kunnen worden uitgeoefend in de vorm van een keuze tussen integratie met een of beide Mauritanië en Marokko, of het opzetten van een onafhankelijke staat. Het Mauritaanse gedeelte van het grondgebied, dat overeenkomt met de zuidelijke helft van Río de Oro, of een derde van het gehele grondgebied, heette Tiris al-Gharbiyya.